# Zamarada ascaphes
Zamarada ascaphes là một loài bướm đêm trong họ Geometridae.